# Upindauara bella
Upindauara bella, kukac kornjaš (coleoptera) jedina vrsta u svome rodu, porodica Strizibuba (Cerambycidae), otkriven je 2006. godine u brazilskoj državi Rondônia.
Klasificiran je tribusu Compsocerini.

## Vanjske poveznice
|  | Wikivrste imaju podatke o taksonu Upindauara bella |